# Weston and Crewe Green
Weston and Crewe Green är en civil parish i distriktet Cheshire East, i grevskapet Cheshire, i England. Civil parish är belägen 21 km från Northwich. Det inkluderar Crewe Green och Weston. Civil parishen inrättades den 1 april 2023.